# Minamoto no Yoshitsune
Minamoto no Yoshitsune (源 義経) (1159 - 15 de junho de 1189) foi um general do clã Minamoto do Japão que viveu durante os últimos anos do período Heian e início do período Kamakura. Foi um dos samurais mais notáveis da história japonesa, por ser ter sido um dos elementos fundamentais dos Minamoto para recuperar o prestígio do clã, abalado pelos fracassos militares que havia sofrido anteriormente e peça-chave para derrotar e aniquilar em apenas um ano o até então dominante clã Taira, durante as Guerras Genpei em 1185.
Yoshitsune foi o nono filho de Minamoto no Yoshitomo, líder do clã, e de Tokiwa Gozen, uma concubina. Seu irmão mais velho, Minamoto no Yoritomo (terceiro filho de Yoshitomo), fundou o xogunato Kamakura, que marcou a transição de poder da classe cortesã para a classe guerreira e se converteu em um poder paralelo que rivalizaria com o do próprio imperador, relegado a dirigente cerimonial e religioso pelos próximos 700 anos.
Como era costume na época, o nome de Yoshitsune durante sua infância era Ushiwakamaru (牛若丸).
A história de Yoshitsune é marcada por feitos históricos e legendários, incorporados ao folclore japonês. Sua vida trágica já foi representada em obras clássicas e tradicionais da época como o Heike Monogatari, em peças de kabuki, teatro Nô, filmes, mangás, animes, jogos de videogame, além de ter sido figurado em alguns dramas da emissora estatal japonesa, NHK, entre 1966 e 2005.

## Infância e juventude
Yoshitsune pertencia ao clã Minamoto, mais especificamente ao ramo dos Seiwa Genji, um dos mais poderosos da história japonesa, cujo fundador, Minamoto no Tsunemoto, era neto do imperador Seiwa (850 - 880).
Ele nasceu pouco antes da Rebelião Heiji de 1159, em que os clãs Minamoto e Taira, rivais em sua origem imperial e disputa pelo poder, buscavam influenciar a corte imperial em Quioto. No final de 1159, Taira no Kiyomori, líder do clã Taira e aliado do imperador Nijō, saiu de Quioto com sua família para uma peregrinação. Isto providenciou uma oportunidade perfeita para que seus inimigos, Fujiwara no Nobuyori e o clã Minamoto, iniciassem a rebelião sitiando o palácio Sanjō, sequestrando o antigo imperador Go-Shirakawa e o imperador Nijō e ateando fogo ao palácio.
A rebelião foi sufocada rapidamente pelos Taira e, com esta vitória, o clã assegurou sua influência crescente no cenário político do Japão e criou as bases para a ascensão da classe samurai ao poder.
Ao final da rebelião, Yoshitomo e os dois irmãos mais velhos de Yoshitsune, Minamoto no Yoshihira (com 20 anos) e Minamoto no Tomonaga (16 anos) foram mortos. Por ser ainda um bebê, a vida de Yoshitsune foi poupada e ele foi enviado ao Templo Kurama (鞍馬寺 Kuramadera), estabelecido no Monte Hiei, próximo a Quioto. Lá, ele recebeu o nome de Ushiwakamaru, enquanto seus outros dois irmãos, Yoritomo e Noriyori, foram exilados e sua mãe, Tokiwa Gozen, também teve a vida poupada, com a condição de que se esquecesse de seus filhos e se tornasse concubina de Kiyomori. Eventualmente, por ordem de Kiyomori, Yoshitsune foi colocado sob  a proteção de Fujiwara no Hidehira, líder de poderoso clã Fujiwara do norte, em Hiraizumi, na província de Mutsu, ao norte da ilha de Honshu.
Sabe-se muito pouco acerca da infância e juventude de Yoshitsune. Alguns historiadores da época preencheram as lacunas deste período de sua vida com uma série de aventuras fantásticas. Uma das mais famosas é a lenda de que o jovem Yoshitsune escapou da vigilância de Fujiwara no Hidehira para ir para as montanhas, onde foi treinado no manejo da espada e em táticas de combate por Sōjōbō, o rei mítico dos tengu, espécie de demônio ou divindade menor da mitologia japonesa.

### Batalha de Dan-no-Ura

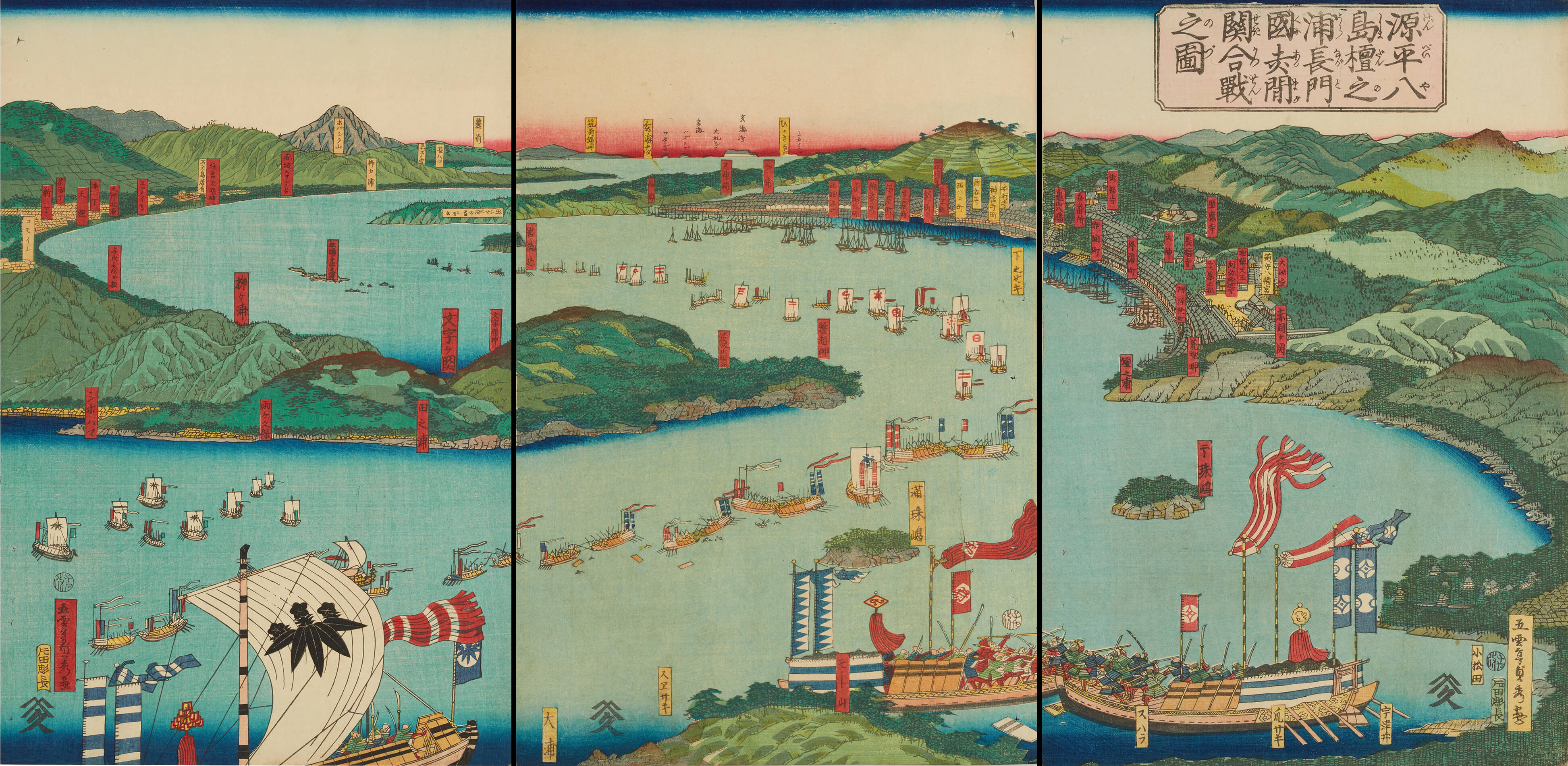
Batalha de Dan-no-Ura.

As tropas do clã Taira se reagrupavam na província de Nagato (atual prefeitura de Yamaguchi), no extremo oeste de Honshu; enquanto isso, Yoshitsune cruzava Shikoku até a província de Suō, mais ao leste. Com a notícia das vitórias de Yoshitsune se espalhando, começaram a chegar à região alguns guerreiros, que constituiriam um reforço de tropas e navios.
Em 25 de abril de 1185 as forças de Yoshitsune se enfrentariam com os Taira em uma batalha naval, em frente ao local chamado de Dan-no-Ura. Yoshitsune tenha em seu poder 850 navios. Apesar de os Taira possuírem somente 500, estavam conscientes de que deviam lutar até a morte, pois não tinham escapatória. A batalha começou por volta das oito da manhã; as marés, as táticas navais e o conhecimento da zona de batalha eram inicialmente fatores de vantagem para o clã Taira.
Os Taira se haviam dividido em três esquadrões, enquanto os Minamoto estavam reunidos em um único grupo, com os arqueiros à frente. No começo da batalha houve um ataque de flechas, mas os Taira se aproveitaram da maré para rodear os Minamoto, realizando vários ataques com espadas e adagas. Com o passar do tempo, porém, a maré mudou e os Minamoto se aproveitaram disso para inverter a situação.

Para infelicidade dos Taira, um de seus generais, Taguchi Shigeyoshi, os traiu passando para o lado de Yoshitsune e lhe revelando qual embarcação levava o imperador Antoku. Yoshitsune concentrou seu ataque no navio apontado; muitos guerreiros do clã Taira se suicidaram antes de serem derrotados pelos Minamoto. Dentre eles, também se encontrava a viúva de Taira no Kiyomori, que agarrou seu neto, o imperador Antoku, de apenas seis anos, e lançou-se com ele no oceano.
Com esta batalha, o clã Taira foi quase inteiramente destruído. O clã Minamoto já havia assegurado a vitória nas Guerras Genpei e, em consequência, assumido o controle absoluto do Japão. Os poucos sobreviventes dos Taira, como Taira no Munemori, foram presos e enviados a Quioto, onde foram executados no final de 1185.

## Últimos anos
Após as Guerras Genpei, Yoshitsune se aliou ao imperador exilado Go-Shirakawa para rebelar-se contra seu irmão Yoritomo. Abandonando a proteção de Fujiwara no Hidehira pela segunda vez, foi traído e assassinado em 1189 por Fujiwara no Yasuhira, filho de Hidehira.
No templo xintoísta Shirahata Jinja em Fujisawa se honra a memória de Yoshitsune.

### Em espanhol
- Heike monogatari. Introdução, tradução do espanhol e notas de Carlos Rubio López de la Llave e Rumi Tami Moratalla. Versão direta do original. Editorial Gredos: Madrid, 2005 [3ª edição]. ISBN 84-249-2787-7

### Em inglês
- Turnbull, Stephen  The Samurai Sourcebook, Ed. Cassel, Londres, 1998, 2 x 19 x 25 cm, ISBN 1-85409-523-4.
- Sansom, George  A History of Japan to 1334, Stanford, California: Stanford University Press, 1958.

### Em francês
- Frédéric, Louis. Le Japón, dictionnaire et civilisation, Éditions Robert Laffont collection Bouquins, Paris, 1996. ISBN 2-221-06764-9
- Kure, Mitsuo.  Samouraïs, traduzido por Carine Chichereau, Ed. Philippe Piquier, França, 2004, 196 páginas, ISBN 2-87730-662-3

### Em japonês
- 菱沼一憲『源義経の合戦と戦略　その伝説と虚像』角川選書, 2005, ISBN 4-04-703374-X